# The War to End All Wars
The War to End All Wars é o décimo álbum de estúdio da banda sueca de power metal Sabaton, lançado no dia 4 de março de 2022.
O álbum é uma sequência do álbum de 2019 The Great War, e é um álbum conceptual no qual, como seu predecessor, foca nos  milagres, atrocidades e acontecimentos da Primeira Guerra Mundial, tais como aqueles da Trégua de Natal, os stosstruppen do exército alemão, a Corrida para o mar, o  Tratado de Versalhes, o predominante tipo de navio de guerra dreadnought durante o início do século XX, e outros.

## O Álbum

### Faixas
| N.º            | Título                      | Tema | Duração |  |
| 1.             | ""Sarajevo""                | O Assassinato de Francisco Ferdinando                                                                              | 4:37    |  |
| 2.             | ""Stormtroopers""           | Os Stosstruppen | 3:56    |  |
| 3.             | ""Dreadnought""             | O tipo de navio de guerra Dreadnought e a Batalha da Jutlândia                                                     | 4:58    |  |
| 4.             | ""The Unkillable Soldier""  | Adrian Carton de Wiart durante a Primeira Guerra Mundial                                                           | 4:11    |  |
| 5.             | ""Soldier of Heaven""       | A Campanha Italiana e a Sexta-feira Branca                                                                         | 3:38    |  |
| 6.             | ""Hellfighters""            | O 369° regimento de infantaria dos Estados Unidos da América, também conhecido como the Harlem Hellfighters        | 3:26    |  |
| 7.             | ""Race to the Sea""         | Alberto I da Bélgica lutando ao lado dos soldados belgas na Batalha de Yser no final de 1914 na Corrida para o mar | 3:47    |  |
| 8.             | ""Lady of the Dark""        | Milunka Savić, heroína sérvia que atuou de 1912 a 1919                                                             | 3:04    |  |
| 9.             | ""The Valley of the Death"" | Batalha de Doiran(1917)                                                                                            | 4:13    |  |
| 10.            | ""Christmas Truce""         | A Trégua de Natal de 1914                                                                                          | 5:18    |  |
| 11.            | ""Versailles""              | O Tratado de Versalhes                                                                                             | 4:14    |  |
| Duração total: | Duração total:              | Duração total: | 45:21   |  |